# سری ایندی‌کار
مسابقات سری ایندی‌کار که در حال حاضر با عنوان ان‌تی‌تی ایندی‌کار شناخته می‌شود، بالاترین کلاس مسابقات اتومبیلرانی چرخ باز در ایالات متحده آمریکا است که از سال ۱۹۲۰ پس از دو تلاش در سال‌های ۱۹۰۵ و ۱۹۱۶ تحت نظارت نهادهای مختلف برگزار می‌شود.
این سری مسابقات توسط شرکت مادر خود، ایندیکار، LLC، که در سال ۱۹۹۶ به عنوان لیگ مسابقات اتومبیلرانی ایندی آغاز شد اداره می‌شود.
مسابقه برتر این سری مسابقات، ایندیاناپولیس ۵۰۰ است که برای اولین بار در سال ۱۹۱۱ برگزار شد. از نظر تاریخی، مسابقات چرخ باز محبوب‌ترین شکل موتوراسپرت ایالات متحده در سراسر کشور بود.

در سال ۱۹۹۴ بین سری اولیه مسابقات سی‌ای‌ارتی (مخفف Championship Auto Racing Teams) و تونی جورج منجر به تشکیل لیگ مسابقه ای ایندی شد که سری ایندی‌کار را در سال ۱۹۹۶ راه اندازی کرد.

از آن زمان به بعد، محبوبیت مسابقات چرخ باز در ایالات متحده به‌طور چشمگیری کاهش یافت. این اختلاف در سال ۲۰۰۸ با توافقی مبنی بر ادغام این دو سری تحت عنوان ایندی‌کار حل و فصل شد، اما قبلاً آسیب زیادی به این ورزش وارد شده بود. پس از ادغام، ایندی‌کار با افزایش اندکی بیننده در سال به کار خود ادامه می‌دهد.

## تاریخچه خودروها، فناوری و مشخصات فعلی

### شاسی

#### ۱۹۹۶–۲۰۱۱
در فصل اول مسابقات (۱۹۹۶)، از شاسی مدل سال ۱۹۹۲ تا ۱۹۹۵ مسابقات قبل از ادغام ساخته شده توسط لولا و رینارد استفاده شد.
اولین فصل ایندی‌کار جدید در سال ۱۹۹۷ به وجود آمد. تونی جورج قوانین فنی جدیدی را برای خودروهای ارزان قیمت و موتورهای مبتنی بر تولید مشخص کرد. این اقدام عملاً شاسی سری مسابقات قبلی و موتورهای توربوشارژ را که از اواخر دهه ۷۰ میلادی ستون اصلی ایندیاناپولیس ۵۰۰ بودند، غیرقانونی اعلام کرد.

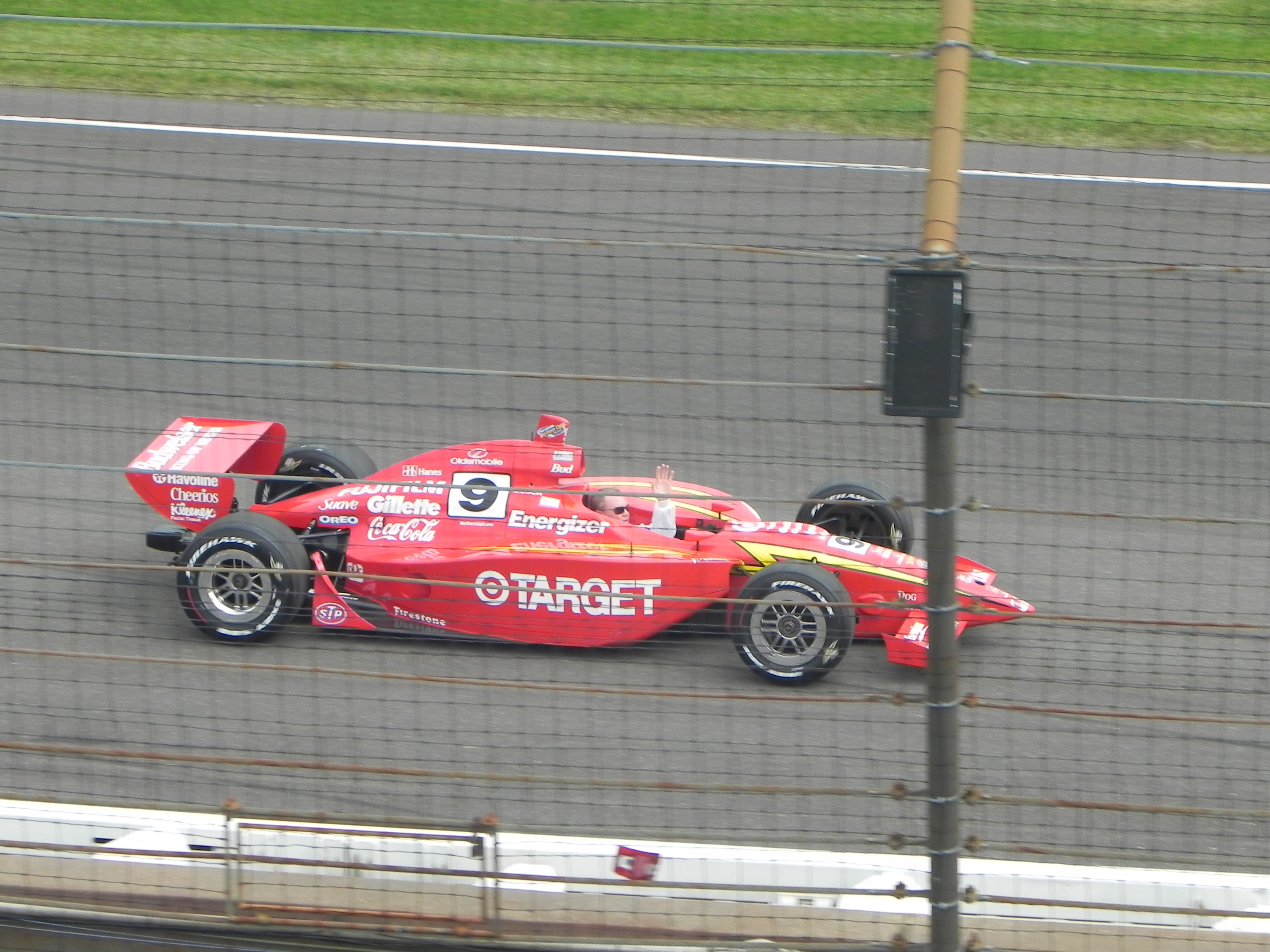
خوان پابلو مونتویا با شاسی جی فورس برنده ایندیاناپلیس ۵۰۰ سال ۲۰۰۰

#### ۲۰۱۲–۲۰۱۴
در سال ۲۰۱۰، ایندی‌کار اعلام کرد که رسماً فرمول شاسی تک‌ساخت را در سال ۲۰۱۲ در میان مجموعه‌ای از پیشنهادها طرف‌های علاقه‌مند اتخاذ می‌کند و (نوآورانه، رقابتی، چرخ باز، جدید، مرتبط با صنعت، کم هزینه) را راه‌اندازی می‌کند.

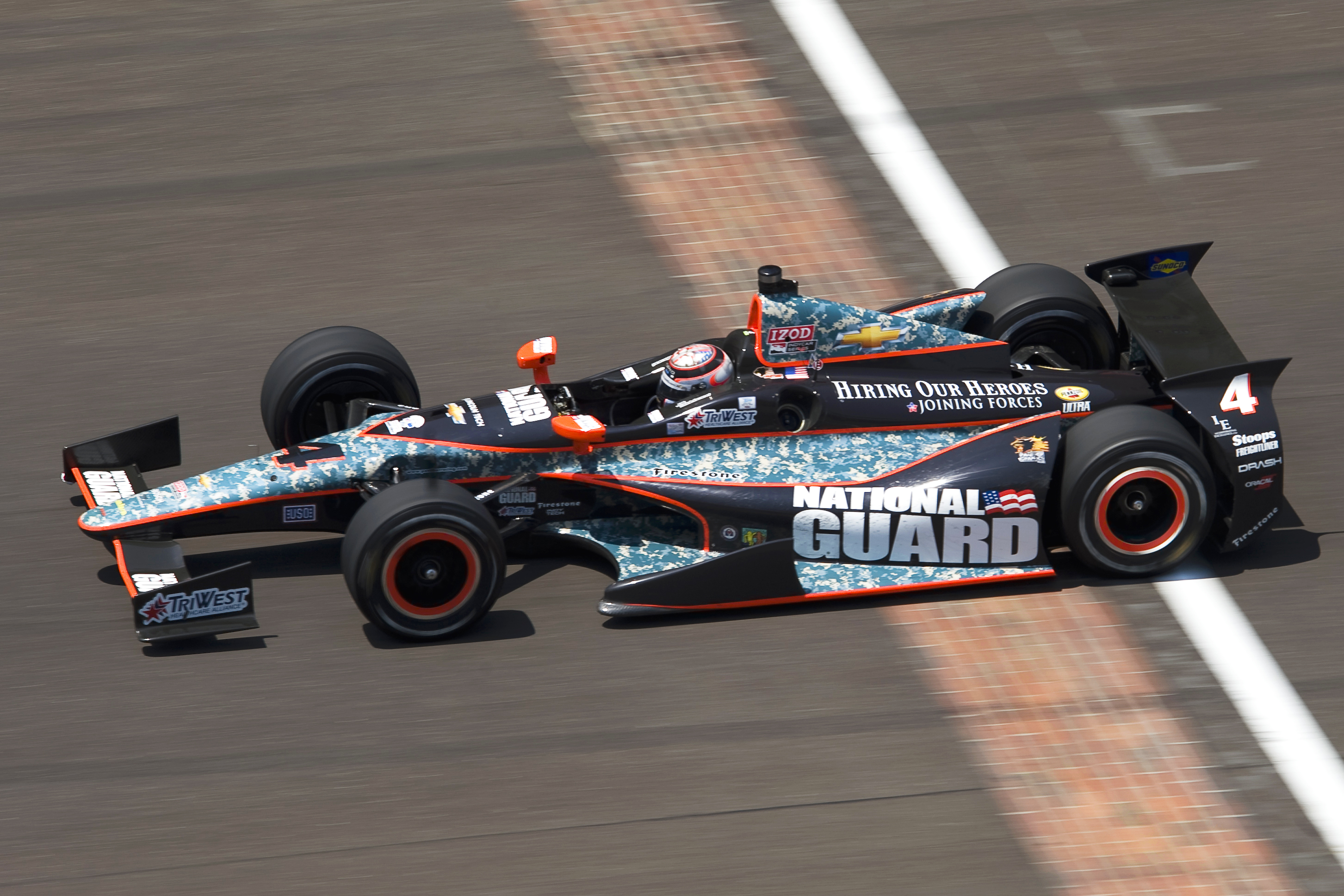
شاسی جدید دلارا در تمرین‌ها ایندی ۵۰۰ سال ۲۰۱۲

#### ۲۰۱۵–۲۰۱۷
ایندی کار امیدوار بود تا سال ۲۰۱۶ با معرفی کیت‌های هوا و توسعه مرتبط با آنها، رکورد جدیدی در پیست سرعتی ایندیاناپولیس ثبت کند. با این حال، پس از یک سری نگرانی‌های ایمنی در طول تمرین برای ایندیاناپولیس ۵۰۰ ۲۰۱۵ با بسته کیت هوانوردی شورولت، این امر محقق نشد.

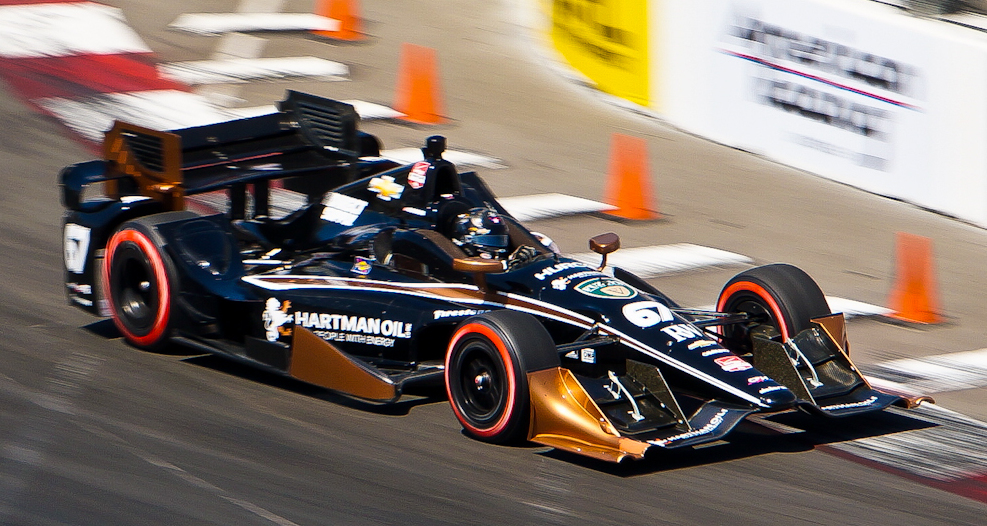
گرند پی لانک بیچ ۲۰۱۵

#### ۲۰۱۸–هم‌اکنون
فصل ۲۰۱۷ آخرین فصلی بود که از این نوع کیت‌ها استفاده می‌شد
تیم‌ها موظف به استفاده از شاسی جدید دلارا که نمونه اولیه آن در ماه مه ۲۰۱۷ معرفی شده بود استفاده کنند.

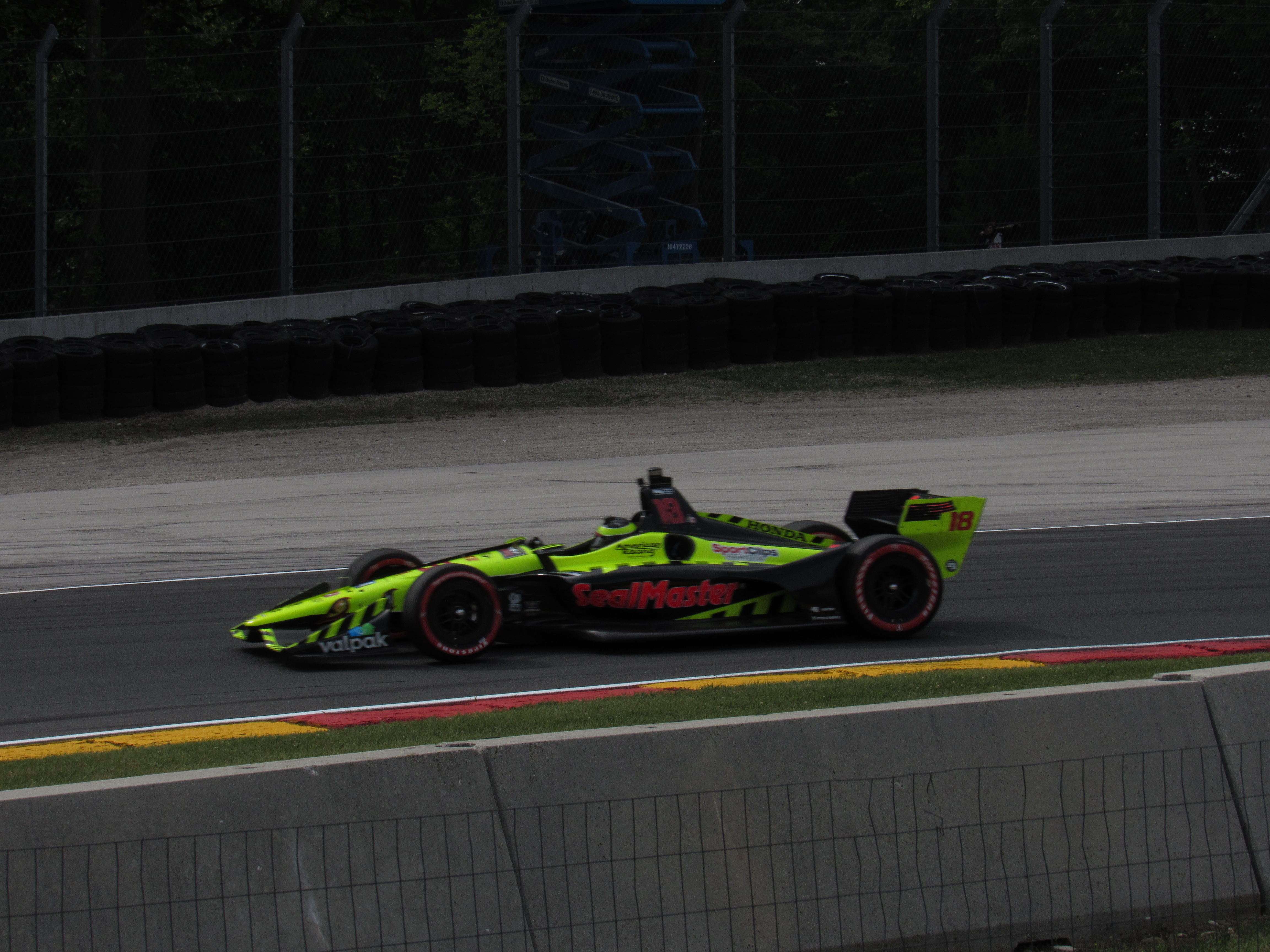
سال ۲۰۱۸ گرند پری رود آمریکا

### تایرها
از فصل ۱۹۹۶ تا ۲۰۰۰ فایرستون تنها تأمین کننده اصلی تایر این مسابقات بود.

## نحوه امتیاز دهی
مانند سایر کمیته‌های برگزاری و مسابقات دیگر، ایندی کار نیز بر اساس جایگاهی که راننده در یک مسابقه به پایان می‌رسد امتیاز می‌دهد.
برنده یک مسابقه ۵۰ امتیاز می‌گیرد.
چهار راننده برتر به ترتیب با ده، پنج و سه امتیاز از هم فاصله دارند.
نفرات چهارم تا دهم هر کدام با دو امتیاز فاصله دارند. یازدهم تا بیست و پنجم هر کدام با یک امتیاز از هم فاصله دارند.
امتیازات پاداش به شرح زیر تعلق می‌گیرد: یک امتیاز به راننده ای که در هر مسابقه پل پوزیشن (جایگاه نخست) را کسب کند (به جز ایندیاناپولیس ۵۰۰)، یک امتیاز به هر راننده ای که حداقل یک دور در یک مسابقه پیشتاز باشد.
از سال ۲۰۱۴ تا ۲۰۲۲، امتیاز دهی در ایندیاناپولیس ۵۰۰ برای تمامی جایگاه‌های پایانی دو امتیاز اعطا می‌کرد. از ابتدای سال ۲۰۲۳، امتیازات مسابقه ایندیاناپلیس ۵۰۰ مشابه مسابقات دیگر فصل شد.
در صورت مساوی بودن امتیازات در پایان فصل قهرمان از بین راننده ای که بیشترین برد را داشته باشد انتخاب می‌شود اگر باز هم مساوی شود از راننده ای که بیشترین جایگاه دوم و همین‌طور سوم را کسب کرده باشد انتخاب می‌شود.

## فصل‌ها
فهرست زیر اسامی تمامی قهرمانان این سری مسابقات از اولین فصل برگزاری این مسابقات هستند که در سال ۲۰۰۸ پس از ادغام دو سری مسابقه و تصمیم بر یکی کردن نتایج گرفته شد است.
اولین فصل رسمی این مسابقات در سال ۱۹۹۶ برگزار شد و آمار و لیست زیر از این تاریخ است.
| فصل     | قهرمان            | قهرمان                   | قهرمان                | قهرمان               | موتور قهرمان سازندگان | راننده تازه‌کار فصل | پر طرفدارترین راننده فصل |
| فصل     | راننده            | تیم                      | شاسی                  | موتور                | موتور قهرمان سازندگان | راننده تازه‌کار فصل | پر طرفدارترین راننده فصل |
| ------- | ----------------- | ------------------------ | --------------------- | -------------------- | --------------------- | ------------------ | ------------------------ |
| ۱۹۹۶    | اسکات شارپ        | ای. جی. فویت اینترپرایسس | لولا                  | فورد                 | تعلق نمی‌گرفت          | تعلق نمی‌گرفت       | تعلق نمی‌گرفت             |
| ۱۹۹۶    | باز کالکینز       | بردلی موتوراسپرت         | رینارد                | فورد                 | تعلق نمی‌گرفت          | تعلق نمی‌گرفت       | تعلق نمی‌گرفت             |
| ۱۹۹۶–۹۷ | تونی استوارت      | تیم منارد                | لولا جی فورس          | تیم منارد اولدزموبیل | اولدزموبیل            | جیم گاتری          | آری لویندیک              |
| ۱۹۹۸    | کنی براک          | ای. جی. فویت انترپرایسس  | دلارا                 | اولدزموبیل           | اولدزموبیل            | بابی آنسر          | آری لویندیک              |
| ۱۹۹۹    | گرگ ری            | تیم منارد                | دلارا                 | اولدزموبیل           | اولدزموبیل            | اسکات هرینگتون     | اسکات گودیر              |
| ۲۰۰۰    | بادی لیزیر        | هملگارن ریسینگ           | رایلی اند اسکات دلارا | اولدزموبیل           | اولدزموبیل            | ایرتون داره        | آل ناصر جونیور           |
| ۲۰۰۱    | سام هورنیش جونیور | پنتر ریسینگ              | دلارا                 | اولدزموبیل           | اولدزموبیل            | فیلیپه جیافونه     | سارا فیشر                |
| ۲۰۰۲    | سم هورنیش جونیور  | پنتر ریسینگ              | دلارا                 | شورولت               | شورولت                | لوران ردون         | سارا فیشر                |
| ۲۰۰۳    | اسکات دیکسون      | چیپ گاناسی ریسینگ        | جی فورس               | تویوتا               | تویوتا                | دن ولدون2          | سارا فیشر                |
| ۲۰۰۴    | تونی کنان         | آندراتی گرین ریسینگ      | دلارا                 | هوندا                | هوندا                 | کوسوکه ماتسورا     | سام هورنیش جونیور        |
| ۲۰۰۵    | دن ولدون          | آندراتی گرین ریسینگ      | دلارا                 | هوندا                | هوندا                 | دانیکا پاتریک      | دانیکا پاتریک            |
| ۲۰۰۶    | سام هورنیش جونیور | پنسکی ریسینگ             | دلارا                 | هوندا                | تعلق نمی‌گرفت4         | مارکو آندراتی      | دانیکا پاتریک            |
| ۲۰۰۷    | داریو فرانچیتی    | آندراتی گرین ریسینگ      | دلارا                 | هوندا                | تعلق نمی‌گرفت4         | رایان هانتر-ری     | دانیکا پاتریک            |
| ۲۰۰۸    | اسکات دیکسون      | چیپ گاناسی ریسینگ        | دلارا                 | هوندا                | تعلق نمی‌گرفت4         | هیدکی موتو         | دانیکا پاتریک5           |
| ۲۰۰۹    | داریو فرانچیتی    | چیپ گاناسی ریسینگ        | دلارا6                | هوندا                | تعلق نمی‌گرفت4         | رافائل ماتوس       | دانیکا پاتریک            |
| ۲۰۱۰    | داریو فرانچیتی    | چیپ گاناسی ریسینگ        | دلارا6                | هوندا                | تعلق نمی‌گرفت4         | الکس لوید          | دانیکا پاتریک            |
| ۲۰۱۱    | داریو فرانچیتی    | چیپ گاناسی ریسینگ        | دلارا6                | هوندا                | تعلق نمی‌گرفت4         | جیمز هینچکلیف      | دن ولدون8                |
| ۲۰۱۲    | رایان هانتر-ری    | آندراتی اتواسپورت        | دلارا6                | شورولت               | شورولت                | سایمون پیجنو       | جیمز هینچکلیف            |
| ۲۰۱۳    | اسکات دیکسون      | چیپ گاناسی ریسینگ        | دلارا6                | هوندا                | شورولت                | تریستان واتیر      | تونی کنان                |
| ۲۰۱۴    | ویل پاور          | تیم پنسکی                | دلارا6                | شورولت               | شورولت                | کارلوس مونوز       | خوان پابلو مونتویا       |
| ۲۰۱۵    | اسکات دیکسون      | چیپ گاناسی ریسینگ        | دلارا6                | شورولت               | شورولت                | گبی چاوز           | جاستین ویلسون10          |
| ۲۰۱۶    | سایمون پیجنو      | تیم پنسکی                | دلارا6                | شورولت               | شورولت                | الکساندر روسی      | برایان کلاسون11          |
| ۲۰۱۷    | جوزف نیوگاردن     | تیم پنسکی                | دلارا6                | شورولت               | شورولت                | اد جونز            | کانر دیلی                |
| ۲۰۱۸    | اسکات دیکسون      | چیپ گاناسی ریسینگ        | دلارا6                | هوندا                | هوندا                 | رابرت ویکنز        | جیمز هینچکلیف            |
| ۲۰۱۹    | جوزف نیوگاردن     | تیم پنسکی                | دلارا6                | هوندا                | هوندا                 | فلیکس روزنکوئیست   | تعلق نمی‌گرفت             |
| ۲۰۲۰    | اسکات دیکسون      | چیپ گاناسی ریسینگ        | دلارا6                | هوندا                | هوندا                 | رینوس ویکای        | الکساندر روسی            |
| ۲۰۲۱    | الکس پالو         | چیپ گاناسی ریسینگ        | دلارا6                | هوندا                | هوندا                 | اسکات مک‌لاگلین     | رومن گروژان              |
| ۲۰۲۲    | ویل پاور          | تیم پنسکی                | دلارا6                | شورولت               | شورولت                | کریستین لوندگارد   | تعلق نمی‌گرفت             |
| ۲۰۲۳    | الکس پالو         | چیپ گاناسی ریسینگ        | دلارا6                | هوندا                | شورولت                | مارکوس آرمسترانگ   | تعلق نمی‌گرفت             |

### جوایز انفرادی
از سال و فصل ۲۰۱۰ سر ی مسابقات ایندی‌کار تصمیم به دادن دو جام قهرمانی به رانندگان در دو پیست متفاوت بیضی شکل و معمولی کرد.
این دو جام قهرمانی به نام دو اسطوره این مسابقات ای. جی. فویت و ماریو آندراتی نام گذاری شد.
دلیل اینکار برای ترغیب راندگانی است که ترجیح می‌دهند تنها در پیست‌های بیضی یا معمولی مسابقه دهند و برد در یک پیست را بر دیگری ترجیح دهند.
این جایزه همچنین فرصت معقولی را برای یک تیم ایجاد می‌کند تا از دو راننده برای یک فصل استفاده کند. یک تیم می‌تواند یک راننده مخصوص برای پیست‌های بیضی شکل و یک راننده مخصوص برای پیست‌های جاده‌ای/خیابانی استخدام کند، که مجموع امتیازات را برای تیم خود دریافت می‌کند.
```
توجه داشته باشید که پیست‌های خیابانی به عنوان بخشی از جام پیست‌های جاده ای گنجانده شده است.
```

| فصل  | ای. جی. فویت جایزه پیست‌های بیضی         | ماریو آندراتی جایزه پیست‌های جاده‌ای/خیابانی         |
| ---- | --------------------------------------- | -------------------------------------------------- |
| ۲۰۱۰ | Dario Franchitti                        | ویل پاور                                           |
| ۲۰۱۱ | اسکات دیکسون                            | ویل پاور                                           |
| ۲۰۱۲ | Ryan Hunter-Reay                        | ویل پاور                                           |
| فصل  | ای. جی. فویت جایزه پیست‌های بیضی (گذشته) | ماریو آندراتی جایزه پیست‌های جاده‌ای/خیابانی (گذشته) |
| ۲۰۱۳ | هلیو کاسترونوز                          | اسکات دیکسون                                       |
| ۲۰۱۴ | خوان پابلو مونتویا                      | ویل پاور                                           |
| ۲۰۱۵ | خوان پابلو مونتویا                      | ویل پاور                                           |
| ۲۰۱۶ | جوزف نیوگاردن                           | سایمون پیجنو                                       |
| ۲۰۱۷ | هلیو کاسترونوز                          | جوزف نیوگاردن                                      |
| ۲۰۱۸ | ویل پاور                                | اسکات دیکسون                                       |
| ۲۰۱۹ | سایمون پیجنو                            | اسکات دیکسون                                       |
| ۲۰۲۰ | اسکات دیکسون                            | جوزف نیوگاردن                                      |
| ۲۰۲۱ | پاتو او'وارد                            | الکس پالو                                          |
| ۲۰۲۲ | پاتو او'وارد                            | ویل پاور                                           |
| ۲۰۲۳ | جوزف نیوگاردن                           | الکس پالو                                          |

## آمار

### قهرمانی توسط رانندگان
| راننده            | تعداد | فصل‌ها                              |
| ----------------- | ----- | ---------------------------------- |
| اسکات دیکسون      | ۶     | ۲۰۰۳, ۲۰۰۸, ۲۰۱۳, ۲۰۱۵, ۲۰۱۸, ۲۰۲۰ |
| داریو فرانچیتی    | ۴     | ۲۰۰۷, ۲۰۰۹, ۲۰۱۰, ۲۰۱۱             |
| سام هورنیش جونیور | ۳     | ۲۰۰۱, ۲۰۰۲, ۲۰۰۶                   |
| جوزف نیوگاردن     | ۲     | ۲۰۱۷, ۲۰۱۹                         |
| ویل پاور          | ۲     | ۲۰۱۴, ۲۰۲۰                         |
| الکس پالو         | ۲     | ۲۰۲۱, ۲۰۲۳                         |
| اسکات شارپ        | ۱     | ۱۹۹۶                               |
| باز کالکینز       | ۱     | ۱۹۹۶                               |
| تونی استوارت      | ۱     | ۱۹۹۷                               |
| کنی براک          | ۱     | ۱۹۹۸                               |
| گرگ ری            | ۱     | ۱۹۹۹                               |
| بادی لیزیر        | ۱     | ۲۰۰۰                               |
| تونی کنان         | ۱     | ۲۰۰۴                               |
| دن ولدون          | ۱     | ۲۰۰۵                               |
| رایان هانتر ری    | ۱     | ۲۰۱۲                               |
| سایمون پیجنو      | ۱     | ۲۰۱۶                               |

### قهرمانی توسط تیم‌ها
| تیم                 | تعداد | فصل‌ها                                                            |
| ------------------- | ----- | ---------------------------------------------------------------- |
| چیپ گاناسی ریسینگ   | ۱۱    | ۲۰۰۳, ۲۰۰۸, ۲۰۰۹, ۲۰۱۰, ۲۰۱۱, ۲۰۱۳, ۲۰۱۵, ۲۰۱۸, ۲۰۲۰, ۲۰۲۱, ۲۰۲۳ |
| تیم پنسکی           | ۶     | ۲۰۰۶, ۲۰۱۴, ۲۰۱۶, ۲۰۱۷, ۲۰۱۹, ۲۰۲۲                               |
| آندراتی اتواسپورت   | ۴     | ۲۰۰۴, ۲۰۰۵, ۲۰۰۷, ۲۰۱۲                                           |
| ای. جی. فویت ریسینگ | ۲     | ۱۹۹۶, ۱۹۹۸                                                       |
| تیم منارد           | ۲     | ۱۹۹۷, ۱۹۹۹                                                       |
| پنتر ریسینگ         | ۲     | ۲۰۰۱, ۲۰۰۲                                                       |
| بردلی موتوراسپورت   | ۱     | ۱۹۹۶                                                             |
| هملگارن ریسینگ      | ۱     | ۲۰۰۰                                                             |

## تلویزیون
فصل افتتاحیه سه مسابقه از تلویزیون ای بی سی پخش شد
فصل ۱۹۹۶–۹۷ توسط ای بی سی، سی بی اس و ای‌اس‌پی‌ان پخش شد. در سال ۱۹۹۸، تی‌ان‌ان به لیست پخش کنندگان اضافه شد.
در سال ۱۹۹۹، فاکس اسپورت اکثر مسابقات را پخش کرد و بقیه مسابقات در فاکس، ای بی سی و ای‌اس‌پی‌ان ۲ پخش شد.
از سال ۲۰۰۰ تا ۲۰۰۸، ای بی سی و ای‌اس‌پی‌ان شرکای تلویزیونی انحصاری مسابقه‌های لیگ ایندی بودند.